# Xerini
Xerini — триба ссавців родини вивіркових, що мешкає в Африці та Азії. Разом з трибами Marmotini та Protoxerini вони утворюють підродину Xerinae. Є п'ять сучасних родів: Xerus – несмугастий ховрах; Euxerus – смугастий ховрах; Geosciurus – капський та гірський ховрахи; Atlantoxerus, що містить сучасного берберійського ховраха Північної Африки та деякі вимерлі види; та Spermophilopsis, що містить довгокігтого ховраха Центральної Азії.
Епонімною особливістю є їхнє волосся, яке жорстке та щетинисте; між волоссям іноді просвічується гола шкіра. Це переважно наземні види.